# Рылово (Новгородская область)
Рылово (в 1963—2024 годы — Красная Горка) — деревня в Пестовском районе Новгородской области России. Входит в состав входит Быковского сельского поселения.

## История
В 1963 году Указом Президиума ВС РСФСР деревня Рылово переименована в Красная Горка.
В 2024 году постановлением правительства РФ деревне возвращено историческое название.

## Население
| 2010 |
| ---- |
| 3    |